# Championnat du Danemark de football 2002-2003
Navigation
Saison précédente Saison suivante
La saison 2002-2003 du Championnat du Danemark de football était la 90e édition du championnat de première division au Danemark. Les 12 meilleurs clubs du pays se retrouvent au sein d'une poule unique, la Superligaen, où ils s'affrontent trois fois, à domicile et à l'extérieur. À l'issue du championnat, les deux derniers du classement sont relégués et remplacés par les deux meilleurs clubs de 1.division.
C'est le FC Copenhague qui remporte la compétition en terminant en tête de la poule. C'est le 3e titre de champion du Danemark de l'histoire du club.

## Les 12 clubs participants
| - FC Copenhague - Køge BK - Promu de 1.division - AGF Aarhus - Viborg FF - Silkeborg IF - FC Midtjylland | - Akademisk Boldklub - OB Odense - Farum BK - Promu de 1.division - Brondby IF - AaB Aalborg - Esbjerg fB |

## Compétition

### Classement
Le barème utilisé pour établir le classement est le suivant :
- Victoire : 3 points
- Match nul : 1 point
- Défaite : 0 point

| Rang | Équipe             | Pts | J  | G  | N  | P  | Bp | Bc | Diff |
| ---- | ------------------ | --- | -- | -- | -- | -- | -- | -- | ---- |
| 1    | FC Copenhague      | 61  | 33 | 17 | 10 | 6  | 51 | 32 | +19  |
| 2    | Brøndby IF (T) (C) | 56  | 33 | 15 | 11 | 7  | 61 | 35 | +26  |
| 3    | Farum BK (P)       | 51  | 33 | 16 | 3  | 14 | 49 | 58 | -9   |
| 4    | OB Odense          | 48  | 33 | 12 | 12 | 9  | 55 | 50 | +5   |
| 5    | Esbjerg fB         | 47  | 33 | 12 | 11 | 10 | 65 | 57 | +8   |
| 6    | AaB Aalborg        | 46  | 33 | 14 | 4  | 15 | 42 | 45 | -3   |
| 7    | FC Midtjylland     | 44  | 33 | 11 | 11 | 11 | 49 | 45 | +4   |
| 8    | Viborg FF          | 43  | 33 | 11 | 10 | 12 | 58 | 55 | +3   |
| 9    | Akademisk Boldklub | 42  | 33 | 10 | 12 | 11 | 44 | 48 | -4   |
| 10   | AGF Aarhus         | 40  | 33 | 10 | 10 | 13 | 49 | 59 | -10  |
| 11   | Silkeborg IF       | 36  | 33 | 9  | 9  | 15 | 52 | 54 | -2   |
| 12   | Køge BK (P)        | 27  | 33 | 8  | 3  | 22 | 45 | 82 | -37  |

|  | Qualification pour la Ligue des clubs champions 2003-2004                                      |
|  | Qualification pour la Coupe UEFA 2003-2004                                                     |
|  | Relégation en 1.division                                                                       |
|  | (T) : Tenant du titre (C) : Vainqueur de la Coupe du Danemark (P) : Promu de deuxième division |

## Bilan de la saison
| Championnat du Danemark de football 2002-2003 |                          |
| Champion                                      | FC Copenhague (3e titre) |
| Coupes et trophées                            |                          |
| Vainqueur de la Coupe du Danemark 2002-2003   | Brøndby IF               |
| Qualifications continentales                  |                          |
| Ligue des clubs champions 2003-2004           | FC Copenhague            |
| Coupe UEFA 2003-2004                          | Brøndby IF               |
| Coupe UEFA 2003-2004                          | Farum BK                 |
| Coupe UEFA 2003-2004                          | OB Odense                |
| Coupe UEFA 2003-2004                          | Esbjerg fB               |
| Promotions et relégations                     |                          |
| Promus en Superligaen                         | Herfølge BK              |
| Promus en Superligaen                         | BK Frem Copenhague       |
| Relégués en 1.division                        | Silkeborg IF             |
| Relégués en 1.division                        | Køge BK                  |